# 1467 Машона
1467 Машона (1467 Mashona) — астероїд головного поясу, відкритий 30 липня 1938 року.
Тіссеранів параметр щодо Юпітера — 3,021.